# Obligation de moyens
L'obligation de moyens est une obligation en vertu de laquelle le débiteur doit déployer ses meilleurs efforts pour atteindre l'objectif visé, en ayant agi selon les règles de l'art ; elle s'oppose à l'obligation de résultat, par laquelle un objectif est donné et doit être atteint, ainsi à l'obligation de garantie où le débiteur se porte garant du résultat. On est en présence d'une appréciation in abstracto, c'est-à-dire qu'il y a référence à un modèle abstrait, ici, la raison. Dans une obligation de moyens, le débiteur doit avoir agi raisonnablement.
La responsabilité du débiteur d'une obligation de moyens ne peut être engagée du seul fait qu'il n'a pas atteint un résultat. Dans cette éventualité, c'est au créancier de démontrer que le débiteur n'a pas été assez diligent dans sa tentative d'exécution de l'obligation. 
Par contraste, la responsabilité du débiteur au titre d'une obligation de résultat pourra être engagée sur la simple constatation que le résultat convenu n'a pas été atteint. Le débiteur ne peut s'exonérer de sa responsabilité qu'en prouvant la survenance d'un cas de force majeure.
Exemples d'obligations de moyens :
- Les professions médicales qui s'engagent à tout faire pour soigner, mais ne s'engagent pas à guérir. Mais le médecin a une obligation d'information sur les risques de l'opération et celle-ci est de résultat. Dans la mesure où l'obligation de soins est une obligation de moyens, la responsabilité du médecin ne pourra être engagée qu'à condition de prouver que le praticien a commis une faute dans les soins dispensés.
- Les sociétés de services qui ne s'engagent pas dans les délais sur ce qu'ils appellent de l'assistance technique.

## Fondement
L'obligation de moyens est née de la traditionnelle distinction opérée par la jurisprudence avec l'obligation de résultat, au regard de l'ancien article 1147 du Code civil, devenu l'article 1231-1 du même code.